# تو را به خانه می‌برم
«تو را به خانه می‌برم» تک‌آهنگی از هنرمند اهل بریتانیا جیمز بلانت است که در سال ۲۰۰۸ میلادی منتشر شد. این ترانه در چارت بریتانیا به رتبه ۲۰ رسید و در هلند به رتبه ۴.